# Saururus
A Saururus a borsvirágúak (Piperales) rendjébe és a Saururaceae családjába tartozó nemzetség.

## Rendszerezés
A nemzetségbe az alábbi 2 élő faj és 1 fosszilis faj tartozik:
- Saururus cernuus L.
- Saururus chinensis (Lour.) Baill. (1871)
- †Saururus tuckerae Smith and Stockey (2007b) - középső eocén[1][2][3]